# Rio Oker
O rio Oker é um rio na Baixa Saxônia, Alemanha que nasce nas montanhas Harz. É um afluente esquerdo do Rio Aller e tem 128 quilômetros de comprimento.